# 繆嘉穀
繆嘉穀（1814年—1869年），字登五，號寶之、心如，江蘇蘇州府吳縣人，清朝政治人物。

## 生平
繆嘉穀為吳縣庠生，道光十五年（1835年）乙未恩科江南鄉試舉人，二十五年（1845年）乙巳恩科三甲第七名進士。歷任工部都水司主事、工部虞衡司行走兼製造庫，二十七年（1847年）任丁未科會試外簾官、實錄館校對官，稽查京通十七倉，總辦工程處河道溝渠，監督工部飯銀處、司務廳、都水司主稿，後升工部員外郎，誥授中憲大夫。

## 家族
來自江陰東興繆氏吳門支，狀元繆彤裔孫。高祖繆敦仁為乾隆四年（1739年）己未科進士；曾祖繆珽；祖父繆德槐；父繆駿，母趙氏。